# Lankesteria ascidiae
Lankesteria ascidiae is een soort in de taxonomische indeling van de Myzozoa, een stam van microscopische parasitaire dieren. Het organisme komt uit het geslacht Lankesteria en behoort tot de familie Lecudinidae. Lankesteria ascidiae werd in 1872 ontdekt door Lankester.